# Мартинов Іван Іванович
Іван Іванович Мартинов (1771, Переволочна Полтавської губернії — 20 жовтня (1 листопада) 1833, Петербург) — російський філолог та ботанік. Член Російської академії (1807), видавець літературного журналу «Муза».

## Життєпис
Народився в Полтавській губернії в родині священика. Навчався в Полтавській Слов'янській семінарії (до 1788), потім в Олександро-Невській семінарії (1788—1792). Після закінчення семінарії був учителем грецької мови, потім латинської граматики, поезії та риторики, потім перейшов на службу в канцелярію колегії закордонних справ. У 1796 році почав видавати журнал «Муза», з яким співпрацювали Державін, Сперанський, Словцов та інші.
У 1797 році Мартинов був призначений учителем російської мови та географії в Смольному інституті. За дорученням Новосильцева та Строганова зробив багато перекладів. У 1803 році Мартинов був призначений директором Міністерства народної освіти; сприяв заснуванню Педагогічного інституту (де читав лекції з естетики) та багатьох інших навчальних закладів.
У 1804–1805 роках він видавав журнал «Північний Вісник».
У 1806 році він написав статут цензури. У 1823–1829 роках Мартинов видав 26 томів перекладів грецьких класиків Софокла, Гомера, Геродота, Піндара та інших . Переклад кожного класика підкріплений великими історико-філологічними поясненнями. Вірші були перекладені прозою, за винятком Анакреона, переданого білими віршами.
Однак найважливішим внеском Мартинова в науку був опублікований у 1820 році словник ботанічної термінології та номенклатури. У словнику використана латинська та російська термінологія, створена на основі французької. Коли його книга «Техно-ботанічний словник» була перевидана в 1990 році, та була визнана важливість його роботи, ботаніки-систематики Руурд Хугленд і Джеймс Ревілья повідомили про зміну авторства деяких найменувань таксонів досить високого рангу на користь Мартинова.

## Праці
- Записки И. И. Мартынова // Памятники новой русской истории. — Т. 2. — Спб.: тип. Майкова, 1872. — С. 68-182 (паг. 2). [Архівовано 27 грудня 2013 у Wayback Machine.]
- Техно-ботанический словарь на латинском и русском языках, составленный Иваном Мартыновым.- Спб.: В тип. Имп Рос. Акад.

## Родини рослин, описані Мартиновим
- Andropogonaceae Martinov Tekhno-Bot. Slovar (dup.) 28. 1820
- Avenaceae Martinov Tekhno-Bot. Slovar (dup.) 60. 1820
- Lamiaceae Martinov, nom. cons. Tekhno-Bot. Slovar 355. 1820
- Prunaceae Martinov Tekhno-Bot. Slovar 511. 1820.[8]
- Zingiberaceae Martinov, nom. cons. Tekhno-Bot. Slovar 682. 1820
- Phyllanthaceae — назву повернули в результаті філогенічного дослідження 2006 року і відокремлення родини від молочайних.[9]